# 山田英孝
山田 英孝（やまだ ひでたか、1976年6月22日 - ）は、兵庫県神戸市出身のバドミントン選手。埼玉県立上尾高等学校、早稲田大学人間科学部卒業。日本ユニシス所属。2000年シドニーオリンピック、2004年アテネオリンピックバドミントン男子シングルス日本代表。
シドニーでは初戦で当時世界ランキング1位のタウフィック・ヒダヤット（インドネシア）と対戦し、5-15、17-14、8-15で敗退。2度目の五輪となったアテネでは再び初戦でタウフィック・ヒダヤットと対戦し、8-15、10-15で敗退した。